# Årstadals Båtklubb

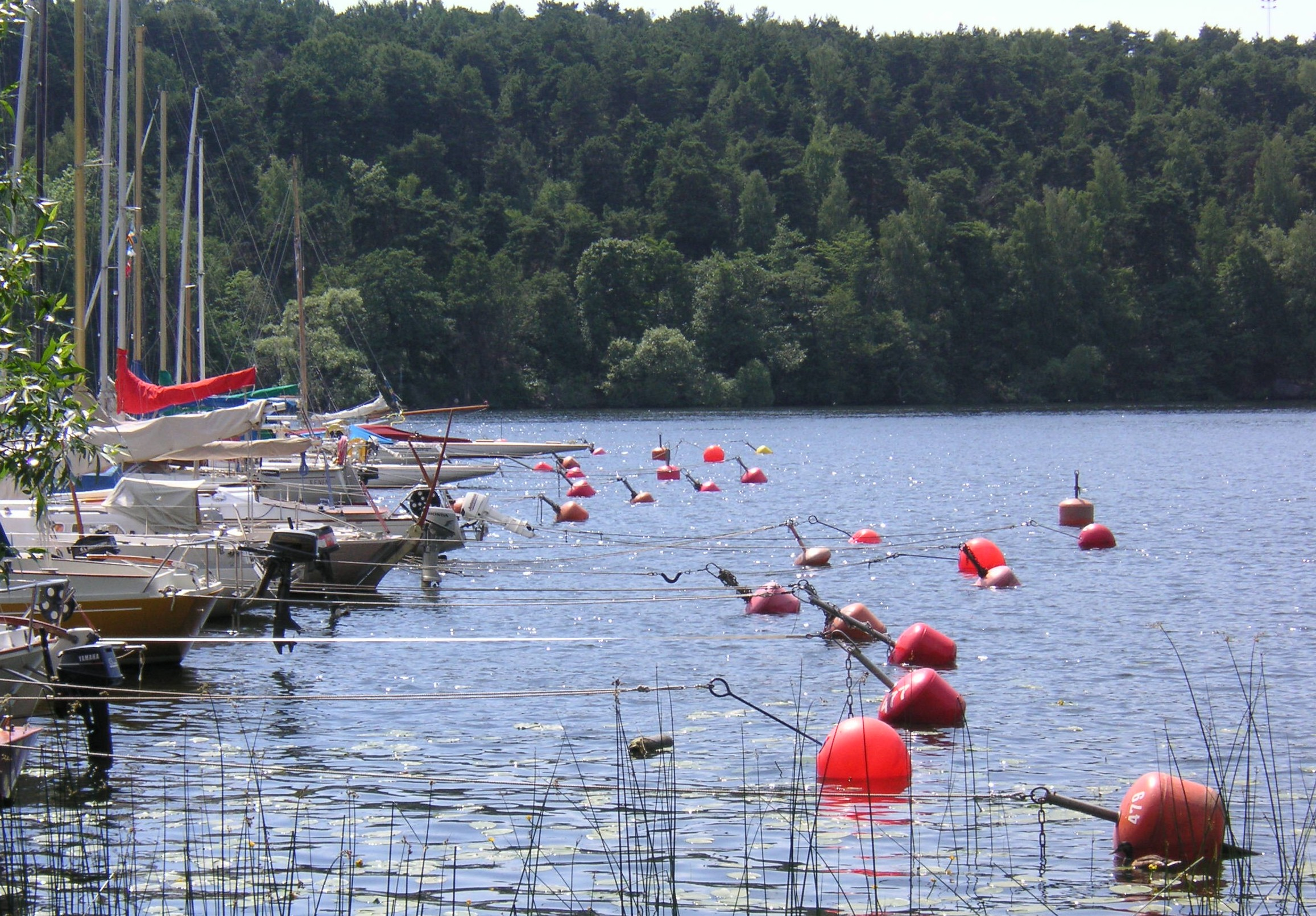
Vy från Årstadals Båtklubb med Årstaskogen i bakgrunden.

Årstadals Båtklubb (ÅDBK) är en båtklubb som bildades den 9 maj 1948. Klubben finns vid Årstaviken nära Årsta gård i Stockholm. Bryggan har plats för cirka 100 båtar och är utrustad med belysning, kommunalt vatten och eluttag. I hamnen finns två byggnader rymmande klubbhus och verkstad, samt mastkran och förvaringsmöjligheter för jollar och master. Där finns också ett par utedass. Båtarna torr- och sjösätts med hjälp av en slipvagn (maxkapaciteten är 6 ton).
Ön Lilla Korpmaren i Ingaröfjärden arrenderas sedan 1955 som föreningens klubbholme.
År 2006 betalade kommunens dåvarande markkontor 500 000 kr för en utredning om att vräka båtklubben och anlägga en allmän utflyktsplats. Då var redan hälften av den miljon kronor som anslagits åt projektet förbrukad och förslaget rann ut i sanden.
Webbplats:  http://www.arstadalsbatklubb.se/